# Cioccolato bianco
Il cioccolato bianco è un derivato della lavorazione del cacao. È comunemente costituito da burro di cacao, zucchero, derivati solidi del latte, ed è caratterizzato da un aspetto giallo pallido o avorio.
Il punto di fusione del burro di cacao, il suo principale componente, è sufficiente a mantenere il cioccolato bianco allo stato solido a temperatura ambiente, ma è sufficientemente basso per permettere al cioccolato bianco di sciogliersi in bocca.
Il cioccolato bianco è stato introdotto in Svizzera pochi anni dopo la prima guerra mondiale. Le prime barrette di questo cioccolato vengono prodotte nel 1930 dalla Nestlé per una caramella, che diventerà Nestlé Galak nel 1967. Nel 1931, Candy M & M ha introdotto negli Stati Uniti questo tipo di cioccolato fabbricato nel New Hampshire.